# Anna van Helvoort
Anna van Helvoort (Oss, 9 giugno 1960) è un'ex cestista olandese.

## Carriera
Con i Paesi Bassi ha disputato quattro edizioni dei Campionati europei (1980, 1981, 1983, 1985).